# Dead Heat
Dead Heat, conocida como Estamos muertos... ¿o qué? en España y Resurrección en Hispanoamérica, es una película de acción y terror estadounidense de 1988, dirigida por Mark Goldblatt y protagonizada por Treat Williams.

## Argumento
Los detectives Roger Mortis y Doug Bigelow son llamados al lugar de un robo bastante violento en una joyería. Los ladrones se enfrentan a un escuadrón de policías, pero no parecen afectados cuando son acribillados. Gracias a las medidas combinadas, aunque extremas, de Mortis y Bigelow, pueden acabar con los criminales. Evitando por poco el despido, su capitán los asigna a la investigación.
Rebecca, una forense amiga de Roger, les informa que los dos cuerpos que habían traído habían estado previamente en la morgue: no sólo tienen cicatrices de autopsia, sino que ella misma realizó la autopsia y tiene fotografías que lo demuestran, sugiriendo que simplemente se levantaron y abandonaron la morgue por su propia voluntad, sin embargo toda esta situación es descartada por el jefe del departamento forense, el Dr. Ernest McNab, el superior de Rebecca, debido a lo inverosímil de toda la situación.
Un compuesto químico conservante es encontrado en los cuerpos, lo que los conecta con una empresa que había encargado una gran cantidad recientemente. Mortis y Bigelow investigan y conocen a la jefe de relaciones públicas de la empresa, Randi James, quien les muestra las instalaciones. Cuando Doug se aleja para investigar una habitación sospechosa, se encuentra con el cadáver reanimado de un motociclista en una máquina extraña. Se produce una pelea donde Roger llega a rescatarlo y, en la refriega, es arrojado a una sala de descompresión usada para sacrificar animales de prueba fallidos, muriendo asfixiado cuando una persona desconocida la activa.
Al analizar la máquina que Doug encontró, Rebecca descubre que es capaz de resucitar a las personas, por lo que deciden usarla para resucitar a Roger, quien tras el proceso dice sentirse bien, pero no tiene pulso ni calor corporal. Rebecca deduce que tiene aproximadamente doce horas antes de que el proceso de reanimación pierda efecto y su cuerpo sufra una descomposición acelerada que hará que se disuelva en segundos. Roger decide aprovechar este tiempo para encontrar y vengarse de quien lo mató, así como para resolver el caso por lo que van a la casa de Randi poco antes de que ella sea atacada por dos matones no-muertos más, a los que los detectives pueden someter. Randi dice que es hija del difunto Arthur P. Loudermilk, un rico industrial propietario de la empresa para la que trabaja.
Los policías hacen otra visita a Rebecca, quien dice quizás haber encontrado una manera de mantener a Roger en condiciones saludables indefinidamente, pero la naturaleza insegura de la teoría lo hace decidir pasar sus últimas horas buscando al hombre que lo mató. Doug se separa de Roger y acepta reunirse en la casa de Randi, mientras Roger y Randi visitan la tumba de Laudermilk. Randi admite que ella no es su hija, sino más bien una protegida o hija que nunca había tenido. Mientras están allí, encuentran un código numérico. Al regresar a la casa de Randi, descubren que alguien asesinó a Doug ahogándolo en el acuario de la casa. Randi revela a Roger que ella también es un no-muerto y que fue uno de los primeros sujetos de prueba de Laudermilk para la resurrección, poco después se disuelve mientras le pide perdón.
Tras resolver el código, Roger confronta al Dr. McNab, al descubrir que es quien desarrolló la máquina y reanimó a los ladrones para que robaran para él mientras mantenía sus manos limpias, descubriendo además que fue quien lo mató a él y a Doug; pero McNab captura a Roger y lo encierra en una ambulancia junto al cadáver de Rebecca, a quien ha asesinado, con la intención de mantenerlo allí hasta que acabara su tiempo reanimado. Intentando liberarse, Roger pone la ambulancia en neutral, haciéndola chocar en la carretera, de donde emerge, parcialmente quemado y desfigurado para regresar al laboratorio, donde McNab y un Laudermilk resucitado están subastando los servicios de la máquina de resurrección a un grupo de clientes muy ricos. 
Mortis ataca y en el fuego cruzado que siguió entre él y los hombres de McNab, algunos de los clientes ricos mueren, dejando a Laudermilk acurrucado en un rincón. McNab revela que ha resucitado a Doug, pero como ha estado muerto durante horas, el deterioro cerebral lo ha vuelto un zombi obediente y sin memoria. Sin embargo, antes de que pueda matar a Mortis, Roger logra hacerlo volver en sí. La pareja persigue a McNab, quien se suicida, por lo que lo colocan en la máquina y lo resucitan, tras lo cual inician el proceso de resurrección por segunda vez para sobrecargar el equipo, lo que hace que el cuerpo de McNab explote.
A pesar de las súplicas y promesas de vida eterna de Laudermilk, la pareja destruye la máquina por completo y mientras abandonan el lugar reflexionan sobre la vida después de la muerte y la reencarnación. La película termina con Doug expresando su deseo de reencarnar como el asiento de bicicleta de una niña, lo que hace que Roger comente que "Este podría ser el final de una hermosa amistad".

## Reparto
- Treat Williams es Roger Mortis.
- Joe Piscopo es Doug Bigelow.
- Lindsay Frost es Randi James.
- Darren McGavin es el doctor Ernest McNab.
- Vincent Price es Arthur P. Loudermilk
- Clare Kirkconnell es la doctora Rebecca Smythers.
- Keye Luke es el Sr. Thule
- Robert Picardo es el teniente Herzog.
- Mel Stewart es el capitán Mayberry.
- Professor Toru Tanaka es Butcher.
- Martha Quinn es una reportera.
- Shane Black es un patrullero.
- Beth Toussaint es mujer del laboratorio.
- Dick Miller es el guardia de seguridad del cementerio (no acreditado)

### Doblaje
España:
| Personaje             | Actor original    | Actor de doblaje  |
| --------------------- | ----------------- | ----------------- |
| Det. Roger Mortis     | Treat Williams    | Víctor Agramunt   |
| Det. Doug Bigelow     | Joe Piscopo       | Ramón Langa       |
| Randi James           | Lindsay Frost     | María Jesús Nieto |
| Ernest McNab          | Darren McGavin    | Félix Acaso       |
| Arthur P. Loudermilk  | Vincent Price     | Claudio Rodríguez |
| Dra. Rebecca Smythers | Clare Kirkconnell | ¿?                |
| Thule                 | ¿?                | Eduardo Calvo     |
| Teniente Herzog       | Robert Picardo    | Jesús Nieto       |

México-Venezuela:
| Personaje             | Actor original    | Actor de doblaje     |
| --------------------- | ----------------- | -------------------- |
| Det. Roger Mortis     | Treat Williams    | Juan Guzmán          |
| Det. Doug Bigelow     | Joe Piscopo       | José Luis Reza       |
| Randi James           | Lindsay frost     | Azucena Rodríguez    |
| Dr. Ernest McNab      | Darren McGavin    | Pedro D'Aguillon Jr. |
| Dra. Rebecca Smythers | Clare Kirkconnell | Lileana Chacón       |
| Arthur P. Loudermilk  | Vincent Price     | Arturo Casanova      |

## Producción
La filmación de la película inició el 19 de agosto de 1987 en el sur de California; mientras que en el Los Angeles Times se menciona a Darren Star y Terry Black como sus escritores, los créditos de la película solo mencionan a Black como guionista.

## Lanzamiento y recepción
Dead Heat se estrenó en Los Ángeles y Nueva York el 6 de mayo de 1988. En Filipinas, la película se estrenó como Iron Cops el 10 de noviembre de 1988.
La película en general recibió críticas negativas de The New York Times y Los Angeles Times, obteniendo además una calificación del 11% en Rotten Tomatoes de un total de 9 críticos.